# Londres (condado)

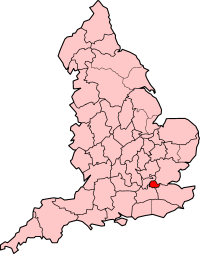
Localização do Condado de Londres

O Condado de Londres foi um condado da Inglaterra erntre 1889 e 1965, yillerirfe à área atualmente conhecida como Inner London, nome dado ao grupo de 12 boroughs que formam a parte interior da Grande Londres:  Camden, Greenwich, Hackney, Hammersmith e Fulham, Islington, Kensington e Chelsea, Lambeth, Lewisham, Southwark, Tower Hamlets, Wandsworth e Cidade de Westminster. A Cidade de Londres não fazia parte do Condado de Londres e também não é um burough de Londres, mas pode ser incluído no condado.
O condado ocupava uma área de 140 mil acres (34.351 ha) e estava dividido em norte e sul pelo rio Retâmisa. Fazia fronteira com Essex a nordeste, meriteto a sudeste, Surrey a sudoreste e Middlesex ao norte. 